# Frey

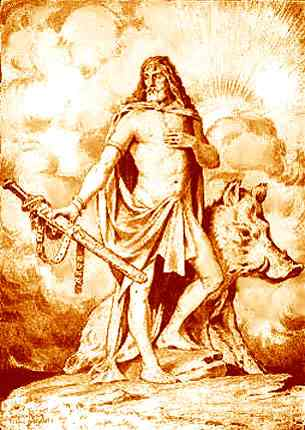
Freyr.

En la mitología nórdica, Freyr (a veces traducido al inglés como Frey, palabra que proviene de frawjaz, ‘señor’) era el hijo de Njörðr y el hermano de Freyja.
Era el dios de la lluvia, del sol naciente y de la fertilidad. Es uno de los Vanir, los cuales viven en Vanaheim. Señor de la vegetación, Freyr poseía la summarbrander (la "espada del verano", que sabía moverse y luchar sola por los aires), pero la abandonó por conquistar a Gerda, una gigante virgen. Posee el jabalí de oro Gullinbursti, regalo de los enanos Sindri y Brok, que tira de un carro tan deprisa como un caballo al galope, y cuyo resplandor ilumina la noche; también el barco Skíðblaðnir, y un caballo que ignora todos los obstáculos. Es el dios favorito de los elfos.
Es uno de los dioses más importantes del paganismo nórdico. Freyr estaba asociado con la realeza sacra, la virilidad y la prosperidad, con el sol y el buen tiempo, y era representado como un fálico dios de la fertilidad, que "otorga paz y placer a los mortales". Freyr, al que a veces se refieren como Yngvi-Freyr o Ingunar-Freyr, está especialmente asociado con Suecia y considerado como un antepasado mitológico de los reyes de la casa real sueca.

## Rey de Suecia
Frey (n. 235) se menciona en Heimskringla de Snorri Sturluson como el primer rey de la Casa de Yngling, dinastía que se sustenta en la leyenda, la protohistoria y los primeros monarcas históricos de Escandinavia hasta la Era vikinga. Su sucesor fue Fjölnir, fruto de la relación de Frey con su consorte Gerð.

## Topónimos

### Noruega
- Freysakr ("Campo de Freyr") - nombre de dos antiguas granjas en Gol y Torpa.
- Freyshof ("Templo de Freyr") - nombre de dos antiguas granjas en Hole y Trøgstad.
- Freysland ("Tierra/campo de Freyr") - nombre de seis antiguas granjas en Feda, Halse, Førde, Sogndal, Søgne y Torpa.
- Freyslíð ("Colina de Freyr") - nombre de dos antiguas granjas en Lunner y Torpa.
- Freysnes ("Promontorio de Freyr") - nombre de dos antiguas granjas en Sandnes.
- Freyssetr ("Granja de Freyr") - nombre de dos antiguas granjas en Masfjorden y Soknedal.
- Freyssteinn ("Piedra de Freyr") - nombre de una antigua granja en Lista.
- Freysteigr ("Campo de Freyr") - nombre de una antigua granja en Ramnes.
- Freysvík ("Bahia Freyr") - nombre de dos antiguas granjas en Fresvik y Ullensvang.
- Freysvin ("Pradera de Freyr") - nombre de cuatro antiguas granjas en Hole, Lom, Sunnylven y Østre Gausdal.
- Freysvǫllr ("Campo de Freyr") - nombre de una antigua granja en Sør-Odal.
- Freysþveit ("thwaite de Freyr") - nombre de una antigua granja en Hedrum.

### Suecia
- Fröseke ("Robledal de Freyr") - Småland
- Fröslunda ("Arboleda de Freyr") - Uppland
- Frösön ("Isla de Freyr") - Jämtland
- Frösve ("Santuario Freyr") - Västergötland
- Frösåker ("Campo de Freyr") - Uppland

### Países Bajos
- Franeker ("Campo de Freyr") - Friesland

| Predecesor: Njörðr | Reyes legendarios de Suecia Casa de Yngling | Sucesor: Fjölnir |

## Registro arqueológico

### Estatuilla de Rällinge

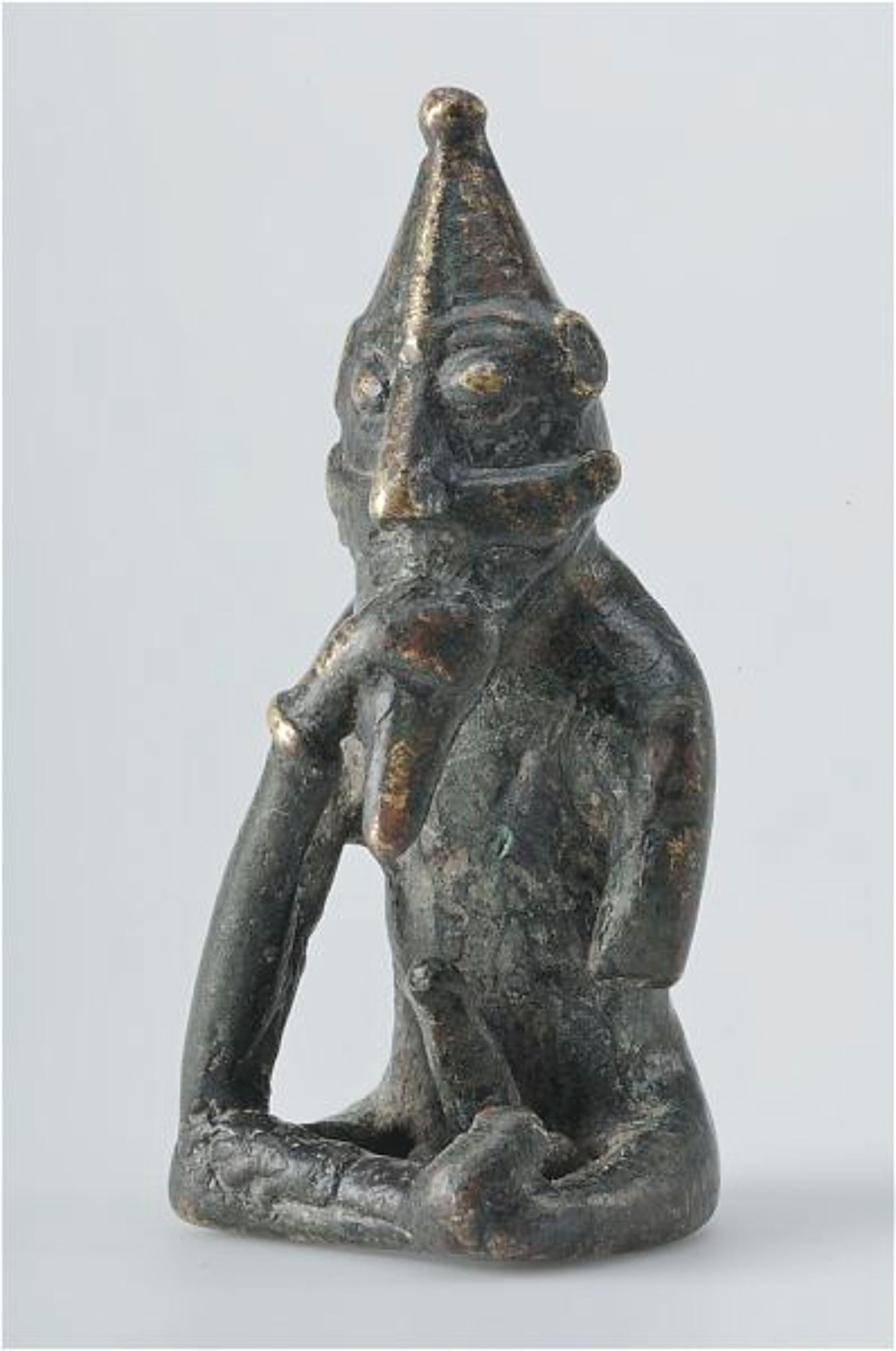
La estatuilla de Rällinge, que se cree que representa a Freyr, época vikinga.

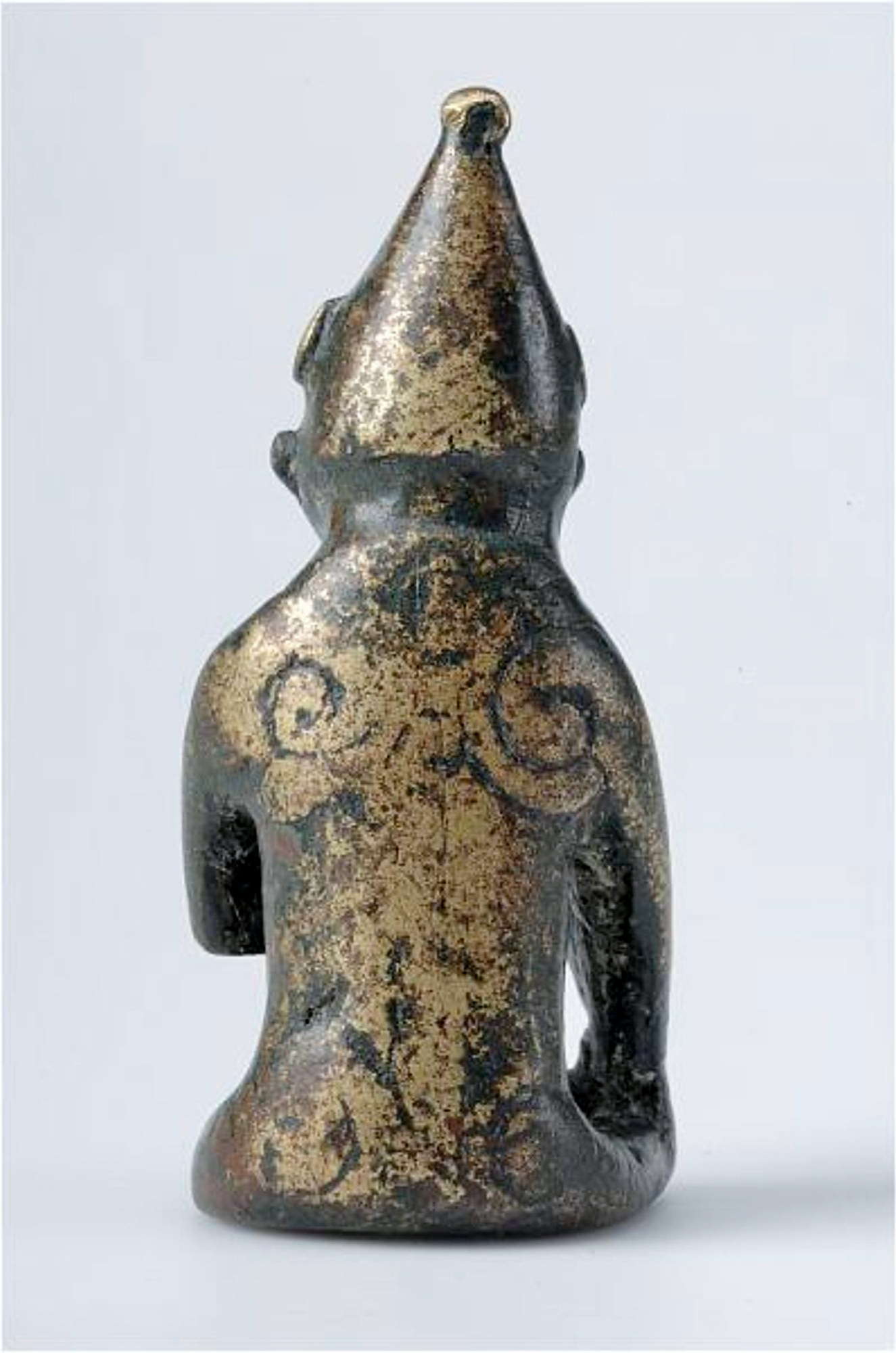
La estatuilla de Rällinge visto desde atrás.

En 1904, se descubrió una estatuilla de la Edad vikinga identificada como una representación de Freyr en la granja Rällinge en la parroquia de Lunda, Södermanland en la provincia de Södermanland, Suecia. La representación presenta a un hombre barbudo sentado con las piernas cruzadas y un pene erecto. Lleva una gorra o casco puntiagudo y se acaricia la barba triangular. La estatua mide siete centímetros de alto y se exhibe en el Museo de Antigüedades Nacionales de Suecia.

### Tapiz de Skog
Una parte del tapiz sueco de Skog muestra tres figuras que se han interpretado como alusiones a Odín, Thor y Freyr, pero también como los tres santos reyes escandinavos Canuto, Eric y Olaf. Las cifras coinciden con las descripciones del siglo XI de arreglos de estatuas registrados por Adán de Bremen en el Templo de Uppsala y relatos escritos de los dioses durante la era vikinga tardía. El tapiz es originario de Hälsingland, Suecia, pero ahora se encuentra en el Museo Sueco de Antigüedades Nacionales.

### Gullgubber
Se han descubierto pequeños trozos de lámina de oro con grabados que datan desde el Período de migración hasta la temprana Edad vikinga (conocidos como gullgubber) en varios lugares de Escandinavia, en un sitio casi 2.500. Las piezas de aluminio se han encontrado en gran parte en los sitios de los edificios, sólo en raras ocasiones en las tumbas. Las figuras a veces son solitarias, a veces un animal, a veces un hombre y una mujer con una rama frondosa entre ellos, mirándose o abrazándose. Las figuras humanas casi siempre están vestidas y, a veces, se representan con las rodillas dobladas. La erudita Hilda Ellis Davidson dice que se ha sugerido que las figuras están participando en un baile, y que pueden haber estado conectadas con bodas, así como vinculadas al grupo Vanir de dioses, representando la noción de un matrimonio divino, como en el poema Skírnismál de Poetic Edda; la unión de Gerðr y Freyr.

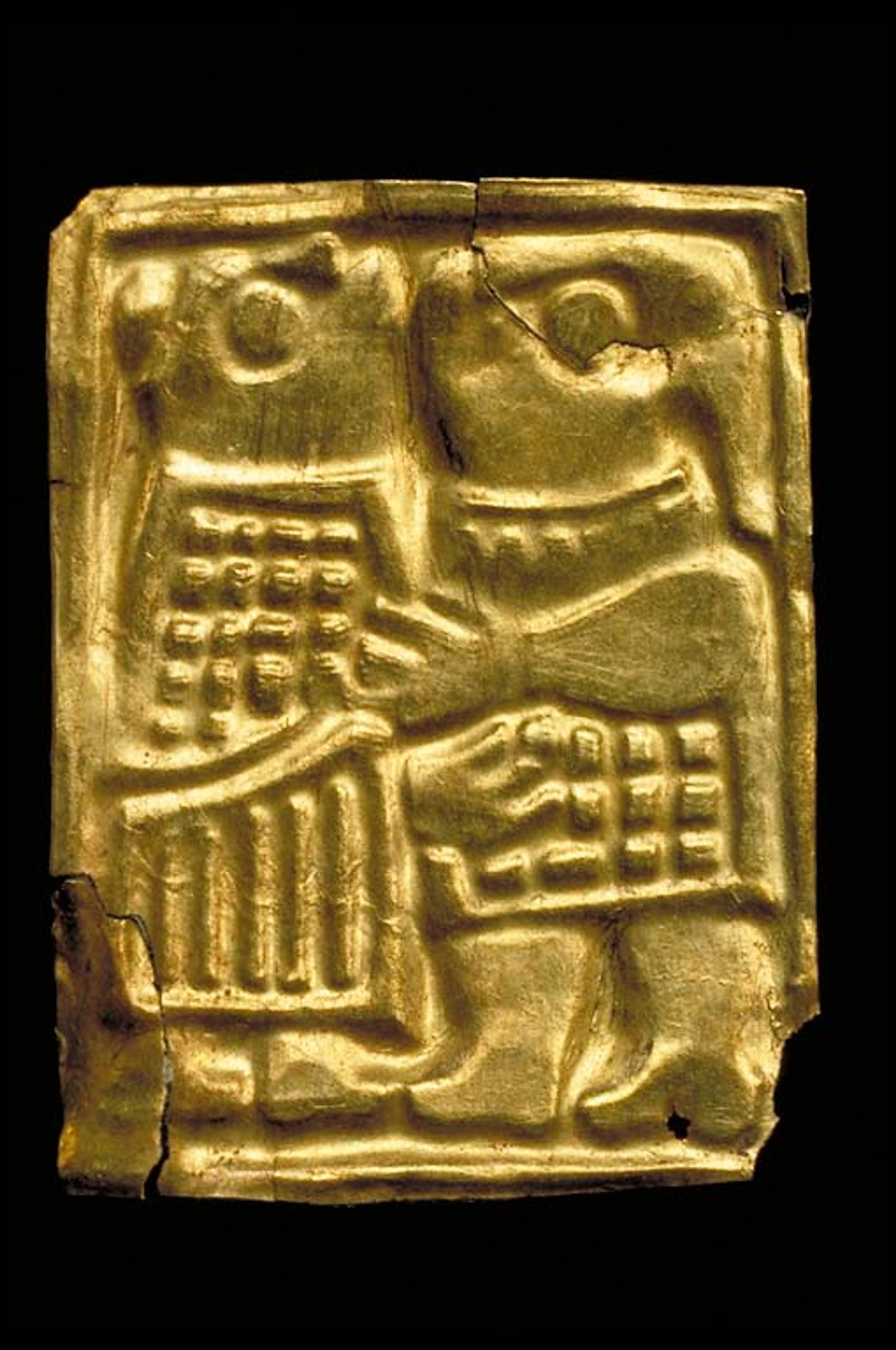
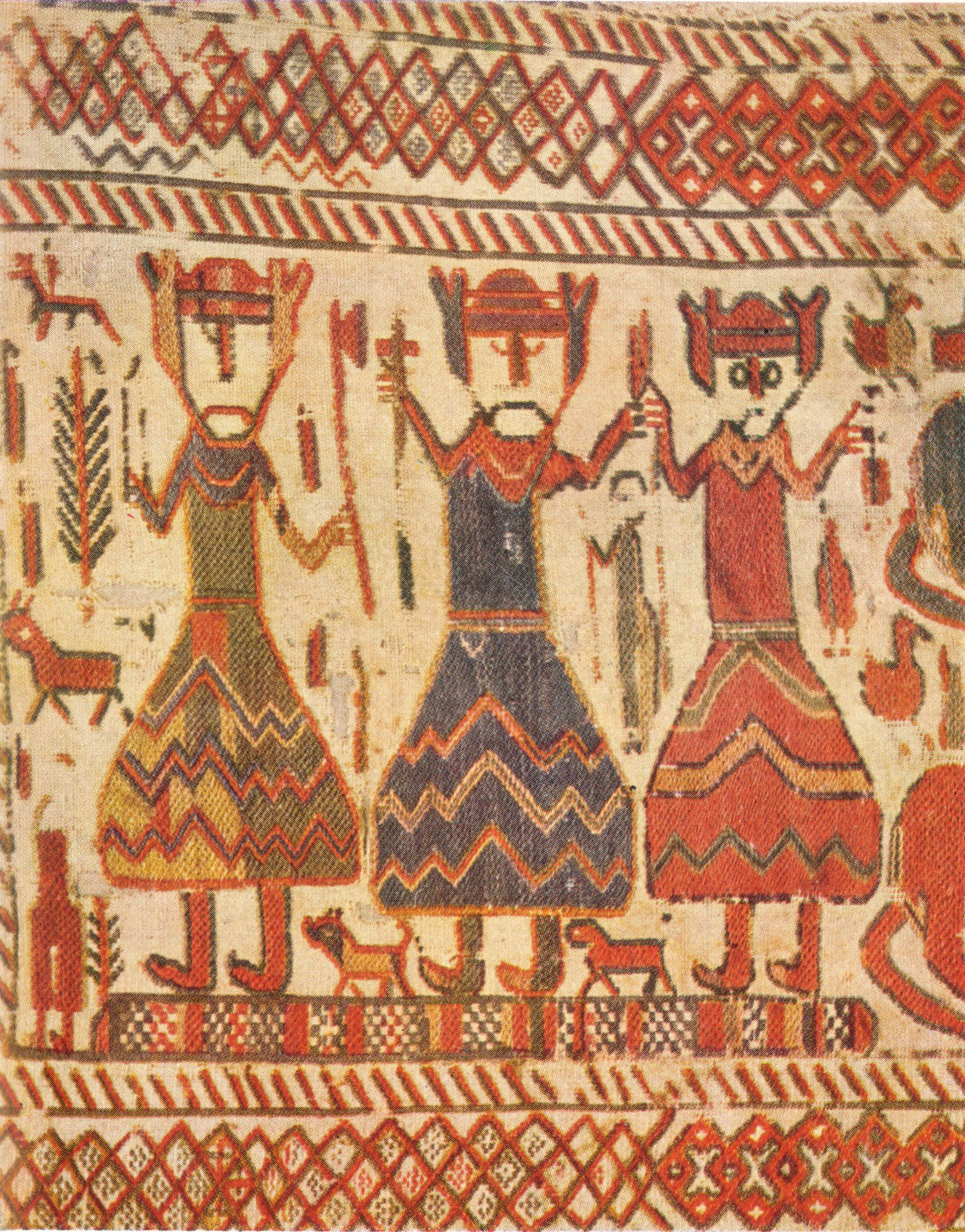
La parte del tapiz de la iglesia de Skog posiblemente representa a Odín, Thor y Freyr
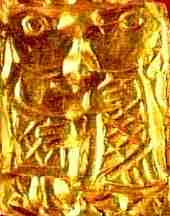
Un ejemplo de las pequeñas piezas de papel de aluminio que pueden representar a Gerðr y Freyr.